# Josephine Bornebusch
Josephine Bornebusch, née le 12 septembre 1981 à Stockholm, est une actrice suédoise.

## Carrière
Leyla Jerrie Josephine Zetterberg Bornebusch fait partie dans sa jeunesse du Vår teater (sv), une troupe de théâtre pour enfants.
Elle commence sa carrière d'actrice dans la série dramatique suédoise Rederiet (sv) en 1999 et un an plus tard, elle joue aux côtés d'Alexander Skarsgård dans les films Järngänget (sv) et Vingar av glas (sv),. En 2002 Bornebusch joue à nouveau avec Skarsgård dans l'un des rôles principaux du film Hundtricket (sv). Elle a joué dans la série comique Playa del Sol (sv) sur SVT1.
Elle est également l'une des animatrices régulières de Fredag hela veckan (sv), une version suédoise du Saturday Night Live.
Elle joue le rôle du personnage Mickan dans la série comique Solsidan (sv)
Josephine Bornebusch est scénariste, productrice associée et actrice principale face à Greg Poehler (en) dans Bienvenue en Suède qui a été diffusé sur TV4 en Suède et sur NBC aux États-Unis. La série est annulée le 28 juillet 2015.
Elle écrit et réalise la série télévisée Älska mig (sv) dans laquelle elle tient le rôle principal. La série est créée en octobre 2019, avec une deuxième saison commençant en avril 2020. La même année, elle prépare Orca, un film sur la distanciation sociale.

## Vie privée
En juillet 2014, Josephine Bornebusch annonce qu'elle est enceinte de son premier enfant. Fin août de la même année, elle donne naissance à son fils. En novembre 2016, son deuxième enfant, une fille, nait.

## Filmographie

### Télévision
- 1999 : Rederiet (sv) (11 épisodes), Madeleine Boisse de Blaque
- 2000 : Hôtel Seger, Charlotte Ivarsson
- 2007-2009 : Playa del Sol (sv) (12 épisodes), Linn
- 2008 : Irène Huss (1 épisode), Charlotte de Knecht
- 2008 : Oskyldigt dömd (1 épisode), Annika Schalin
- 2009 : Kommissarien och havet (sv), Lisa Mattson (épisode Le Dandy mourant)
- 2010 : Solsidan (sv), Mikaela Mickan Schiller (rôle principal)
- 2014-2015 : Bienvenue en Suède, Emma Wiik (rôle principal)
- 2019-2020 : Älska mig (sv), Clara (rôle principal)

### Film
- 1983 : Moderna människor, le petit enfant
- 2000 : Järngänget (sv), Suzanne
- 2000 : Vingar av glas (sv), Beaucoup
- 2002 : Hundtricket (sv), Mia
- 2008 : Kung Fu Panda
- 2008 : Le Chihuahua de Beverly Hills
- 2008 : Son Altesse Alex
- 2009 : Kenny Begins (sv), voyou 3
- 2009 : Scenes from a Celebrity Life, Joséphine Bornebusch
- 2009 : Så olika, Milou
- 2013 : Små citroner gula (sv), Lussan
- 2020 : Orca (sv), Mathilde

## Discographie

### Single
- 2011 : I'm So Happy de et avec Salem Al Fakir